# Polar Air Cargo
Polar Air Cargo é uma companhia aérea americana com sede em Nova York, EUA. A empresa opera serviços regulares de transporte de carga para Ásia, Europa, Austrália, Nova Zelândia e nas Américas. Seu aeroporto principal é o Aeroporto Internacional John F. Kennedy em Nova York com hubs em Aeroporto de Amsterdão Schiphol e no Aeroporto Internacional Ted Stevens.

## Frota

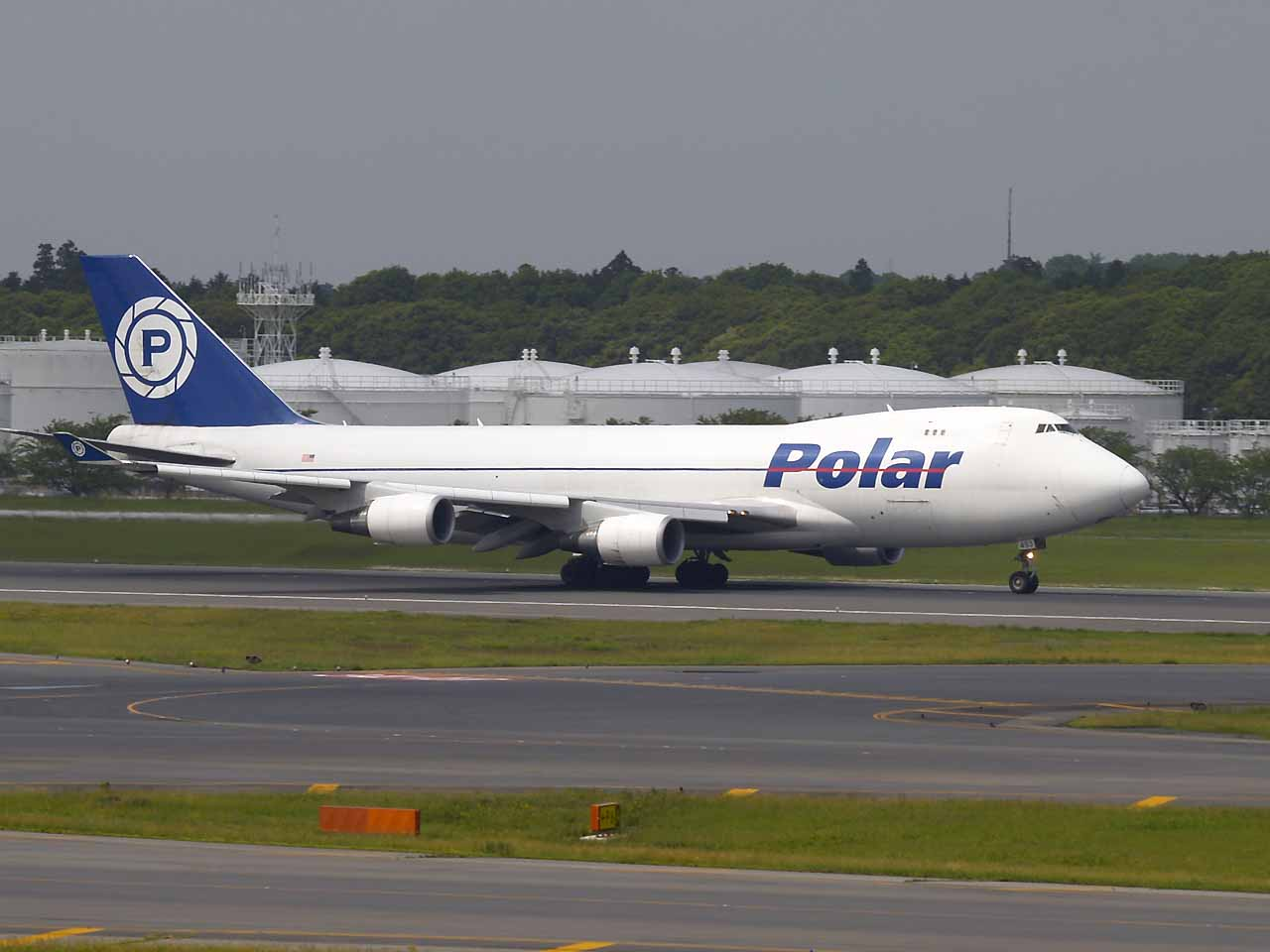
Boeing 747-400F da Polar Air Cargo.

A Polar Air embora tenha destinos em todo o mundo, possui um frota muito pequena em comparação com outras companhias aereas cargueiras.
| Aeronaves                                    | Total |
| -------------------------------------------- | ----- |
| Boeing 747-400F Boeing 747-8F Boeing767-300F | 4 6 4 |